# Anfiteatro Martín Fierro
El anfiteatro Martín Fierro (también conocido como teatro del Lago) es un teatro al aire libre ubicado en el Paseo del Bosque de la ciudad de La Plata, Argentina. Se encuentra en una isla del lago de dicho paseo y tiene accesos tanto por calle Nicolás Cúccolo como por calle Juan Prossi.

## Historia

### Orígenes y primer teatro
En 1902, el señor Nicolás Cúcolo, de origen italiano, solicita al gobierno de la provincia la concesión de una parte del Paseo del Bosque. Su idea era utilizar la isla existente en el lago para ofrecer espectáculos al aire libre.
La primera edificación emplazada allí era de madera, constituida por un patio de butacas rodeado de una galería con una capacidad para cien espectadores.
Paralelamente, en 1911 y por iniciativa del entonces gobernador de la provincia de Buenos Aires, general José Inocencio Arias, la Legislatura de la provincia sanciona la ley 3.373 autorizando al Poder Ejecutivo a invertir 150.000 pesos moneda nacional en la "construcción de un pabellón de verano y un nuevo teatro" en reemplazo al existente.
En 1914 por ley N.º 3562, se autoriza a invertir 98.650 pesos moneda nacional para terminar la obra del "teatro del lago de la ciudad de La Plata", pasando esta a ser la denominación oficial.
Bajo la dirección de Nicolás Cuccolo es en 1914 cuando se inaugura parcialmente la obra poniéndola en funcionamiento como sala cinematográfica. Se trata de una sala con capacidad para 500 espectadores y consta de un patio de butacas con plateas y palcos. Al año siguiente comienza a funcionar también como teatro.
El anfiteatro sigue siendo administrado por la firma Cúccolo & Cía, hasta que en 1918 vende su concesión del "Teatro del Lago y anexos" a la sociedad Santiago Dezza.

### El nuevo teatro del Lago
En la década de 1940 es demolido el Teatro del Lago, con la idea de construir allí un "Teatro al Aire libre".
El nuevo edificio se inaugura el 18 de noviembre de 1949, como parte de los festejos del 67° aniversario de fundación de la ciudad. A la ceremonia de inauguración asistieron el presidente Juan Domingo Perón junto a su esposa Eva Perón. Completaban esta comitiva el gobernador de la provincia Domingo Mercante y el presidente de la Cámara de Diputados de la Nación Héctor José Cámpora.

### Estilo y características
El nuevo edificio es obra de la Dirección de Arquitectura del Ministerio de Obras Públicas de la Provincia de Buenos Aires, y su proyecto data del año 1945. 
Su diseño se inscribe en la denominada "arquitectura monumental de estado" de la primera época del peronismo. A diferencia de la arquitectura del liberalismo, ya no se buscaba exponer el prestigio de las instituciones sino mostrar la presencia efectiva y poderosa del Estado, expresada a través del sentido del orden y la verticalidad. La arquitectura europea de la época, sobre todo la de la Italia de Mussolini, era el modelo por seguir.
En el Teatro del Lago la ideología de esta arquitectura se representa cabalmente a partir de la escala y del desarrollo del edificio a partir de un eje de simetría.
El acceso al conjunto, que se halla implantado en la isla del lago, se hace a través de un puente que desemboca en un pórtico monumental. Este consta de tres arcos coronado por un frontis recto.  A sus lados se desarrollan sendas series de columnas perimetrales.
Traspasado este espacio semi cubierto que actúa como  transición entre la calle y el “interior” se encuentra la sala al aire libre delimitada por dos grandes pérgolas perimetrales que a modo de brazos contiene al patio de butacas.  Estas pérgolas no acompañan el desnivel del piso funcionando como palcos para los espectadores.
Cerrando el conjunto, y en línea con el pórtico de entrada, se encuentra el escenario. Su planta es oval y está coronado por una cúpula. En unos de sus lados se abre la boca del escenario. Este edificio también alberga las instalaciones de apoyo para la actividad que se desarrolla.
Todo el conjunto se encuentra rodeado de terrazas con columnas. La vegetación existente en la periferia del edificio actúa como cerramiento para controlar el acceso sin recurrir a muros.
Fueron previstos camerinos individuales y colectivos para ambos sexos, que con el aprovechamiento de los locales anexos para la preparación de los espectáculos permite alojar hasta doscientas personas. Los mismos cuentan con duchas, separados de los baños para evitar la circulación humana que se produce entre ambos, dándole tránsito libre a los que deben actuar y circular por los pasillos.
Para los músicos se tuvieron en cuenta los mismos criterios de comodidad, completando un núcleo de locales sanitarios convenientemente ubicados. Dos escaleras simétricamente situadas vinculan las comodidades previstas en los diferentes niveles de pisos, resolviendo el problema del tránsito vertical.
En el entrepiso y sobre el contrafrente, se ha previsto la casa del encargado del teatro.
La capacidad o aforo del teatro es de 2.600 espectadores.

En 2025 tras varios años de abandono sería remodelado y reinaugurado por el intendente Julio Alak en el marco de la política de mejora de los espacios verdes de la ciudad.